# Mauricio Righi
Mauricio Gonçalves Righi (São Paulo, 18 de setembro de 1972) é um escritor, historiador e professor da PUC-SP. Seus estudos tem foco na relação entre religião e cultura no universo arcaico e estudos girardianos.

## Prêmios
- Melhor Tese (2019), Coordenação de Aperfeiçoamento de Pessoal de Nível Superior[2]

## Livros
- Theodore Dalrymple - A ruína mental dos novos bárbaros, ISBN 978-85-8033-225-4, 2015
- Pré-História & História - As instituições e as ideias em seus fundamentos religiosos, ISBN 978-85-8033-302-2, 2017
- Mobilização Bélica na Modernidade: Uma Perspectiva Histórico-Filosófica do Papel da Guerra na Formação do Estado Moderno, 2018
- Sou o Primeiro e o Último - Estudo em teoria mimética e apocalipse, ISBN 978-85-8033-397-8, 2019